# Lepthyphantes striatiformis
Lepthyphantes striatiformis este o specie de păianjeni din genul Lepthyphantes, familia Linyphiidae, descrisă de Caporiacco, 1934. Conform Catalogue of Life specia Lepthyphantes striatiformis nu are subspecii cunoscute.